# Leptaxis drouetiana
Leptaxis drouetiana (Morelet, 1860) é uma espécie de gastrópode da família Helicidae, endémica nos Açores.